# Mama's Gun
| Críticas profissionais | Críticas profissionais |
| Avaliações da crítica  | Avaliações da crítica  |
| Fonte                  | Avaliação              |
| ---------------------- | ---------------------- |
| Allmusic               | [ 1 ]                  |
| Boston Herald          | [ 2 ]                  |
| Robert Christgau       | (A)                    |
| Entertainment Weekly   | B−                     |
| Los Angeles Times      | [ 5 ]                  |
| PopMatters             | (favorável)            |
| Rolling Stone          | [ 7 ]                  |
| Slant Magazine         | [ 8 ]                  |
| Vibe                   | [ 9 ]                  |
| The Village Voice      | (favorável)            |

Mama's Gun é o segundo álbum de estúdio da artista americana Erykah Badu, lançado em 11 de Novembro de 2000, pelo selo Motown Records. As seções de gravação para o álbum ocorreram entre 1999 e 2000 no Electric Lady Studios em New York City. Mama's Gun engloba estilos musicais como jazz e soul, e contém letras confessionais de Badu, que cobrem temas de insegurança, problemas sociais e relacionamentos pessoais. O álbum tem sido visto como a versão feminina do segundo álbum do artista de neo soul D'Angelo, Voodoo (2000), que apresenta um estilo musical e direção semelhante.
O disco emplacou o primeiro Top 10 da cantora na parada de singles Billboard Hot 100, a canção "Bag Lady" obteve a #6 posição no chart. Mama's Gun teve grande aclamação da crítica e foi nomeado ao Grammy de 2001 nas categorias de Melhor Performance Feminina de R&B e Melhor Música de R&B, pela canção "Bag Lady", e mais uma indicação na categoria de Melhor Música de R&B pela canção "Didn't Cha Know?". O álbum foi nomeado como um dos dez melhores do ano de 2000 pela revista Rolling Stone, e emplacou a posição #11 na parada de álbuns Billboard 200. A música "Cleva" foi o terceiro e último single do álbum.

## Faixas
1. "Penitentiary Philosophy" (E. Badu, J. Poyser, A. K. Thompson) – 6:09
2. "Didn't Cha Know?" (E. Badu, J. Yancey) – 3:58
3. "My Life" (E. Badu, J. Poyser) – 3:59
4. "...& On" (E. Badu, J. Cantero, S. Martin) – 3:34
5. "Cleva" (E. Badu, J. Poyser) – 3:45
6. "Hey Sugah" (E. Badu, N'dambi) – 0:54
7. "Booty" (E. Badu) – 4:04
8. "Kiss Me on My Neck (Hesi)" (E. Badu, J. DeJohnette, J. Poyser, J. Yancey) – 5:34
9. "A.D. 2000" (E. Badu, B. J. Wright) – 4:51
10. "Orange Moon" (E. Badu, B. Lacy, S. Martin, G. Young) – 7:10
11. "In Love with You" (E. Badu, S. Marley) – 5:21
12. "Bag Lady" (E. Badu, B. Bailey, R. Brown, N. Hale, I. Hayes, C. Longmiles, Martin, A. Young) – 5:48
13. "Time's a Wastin" (E. Badu, G. Young, S. Martin) – 6:42
14. "Green Eyes" (E. Badu, V. Duplaix, J. Poyser) – 10:04

## Paradas

### Álbum
| Parada (2000)                         | Melhor posição |
| ------------------------------------- | -------------- |
| U.S. Billboard 200                    | 11             |
| U.S. Billboard Top R&B/Hip-Hop Albums | 3              |
| U.S. Billboard Top Internet Albums    | 12             |

### Singles
| Ano  | Single            | Parada                           | Melhor posição |
| ---- | ----------------- | -------------------------------- | -------------- |
| 2000 | "Bag Lady"        | Billboard Hot 100                | 6              |
| 2000 | "Bag Lady"        | Hot R&B/Hip-Hop Singles & Tracks | 1              |
| 2000 | "Bag Lady"        | Canadian Singles Chart           | 6              |
| 2001 | "Didn't Cha Know" | Hot R&B/Hip-Hop Singles & Tracks | 28             |
| 2001 | "Cleva"           | Hot R&B/Hip-Hop Singles & Tracks | 77             |